# المنيظرة (حريضة)
'

تعديل مصدري - تعديل

المنيظرة هي إحدى قرى عزلة حريضة بمديرية حريضة التابعة لمحافظة حضرموت، بلغ تعداد سكانها 371 نسمة حسب تعداد اليمن لعام 2004.